# 세르게이 비코프
세르게이 블라디미로비치 비코프(러시아어: Серге́й Влади́мирович Бы́ков, 1983년 2월 26일 ~ )는 러시아의 농구 선수, 지도자로 현역 시절 포지션은 포인트 가드와 슈팅 가드이다. 현재 러시아 농구 국가대표팀의 코치로 활동하고 있다. 현역 시절 러시아 대표팀 선수로서 유로바스켓에서 1회 우승 유니버시아드에서 1회 준우승을 차지했다.